# Прокуратура СРСР
Прокуратура СРСР — державний орган у системі органів державної влади Союзу РСР, утворений 20 червня 1933. До цього, у 1923—1933 роках, діяла Прокуратура Верховного суду СРСР.
ЦВК і РНК Союзу РСР на прокуратуру Союзу РСР покладалися додаткові функції:
- нагляд за відповідністю постанов і розпоряджень окремих відомств СРСР і союзних республік і місцевих органів влади Конституції і постановам уряду СРСР;
- спостереження за правильним і однаковим застосуванням законів судовими установами союзних республік з правом витребування справи в будь-якій стадії виробництва, опротестування вироків і рішень судів у вищі судові інстанції і призупинення їх виконання;
- порушення кримінального переслідування і підтримання обвинувачення в усіх судових інстанціях на території СРСР;
- нагляд на основі особливого стану за законністю і правильністю дій ОГПУ, міліції, карного розшуку та виправно-трудових установ;
- загальне керівництво діяльністю прокуратури союзних республік.

Вся повнота прокурорської влади зосереджувалася в особі Генерального прокурора СРСР. Його призначала ВР СРСР строком на 7 років. Він повновладно і остаточно вирішував усі питання прокурорської компетенції на території Союзу, в т. ч. в Україні без погодження з будь-якою українською державною структурою, хоча УРСР вважалася суверенною державою.